# NGC 6675
NGC 6675 ist eine Spiralgalaxie vom Hubble-Typ S im Sternbild Leier am Nordsternhimmel. Sie ist schätzungsweise 121 Millionen Lichtjahre von der Milchstraße entfernt.
Das Objekt wurde im Juli 1865 von Auguste Voigt entdeckt.